# Andalgalomys pearsoni
Andalgalomys pearsoni là một loài động vật có vú trong họ Cricetidae, bộ Gặm nhấm. Loài này được Myers mô tả năm 1977.